# Archidiecezja Sens
Archidiecezja Sens (pełna nazwa: archidiecezja Sens (-Auxerre)) – archidiecezja Kościoła rzymskokatolickiego w środkowej Francji. Przyjmuje się, że biskupstwo w ówczesnym Agedincum (jak w czasach rzymskich nazywało się dzisiejsze Sens) powstało już w I wieku, natomiast bardziej sformalizowana archidiecezja działała tam od III wieku. W 1801 uległa likwidacji, ale już w 1822 została przywrócona. W 1823 została połączona z diecezją Auxerre. Od tego czasu kuria arcybiskupia ma swoją siedzibę w Auxerre, natomiast Sens wciąż jest miastem katedralnym. W wyniku przeprowadzonej w 2002 reformy administracyjnej Kościoła francuskiego archidiecezja straciła status metropolitalny i została włączona do metropolii Dijon.